# 拉内特 (阿拉巴马州)
拉内特（英語：Lanett）是美国阿拉巴马州下属的一座城市。面积约为6.22平方英里（约合16.11平方公里）。根据2010年美国人口普查，该市有人口6,468人，人口密度为1,039.87/平方英里（约合401.49/平方公里）。